# Festzug der Württemberger

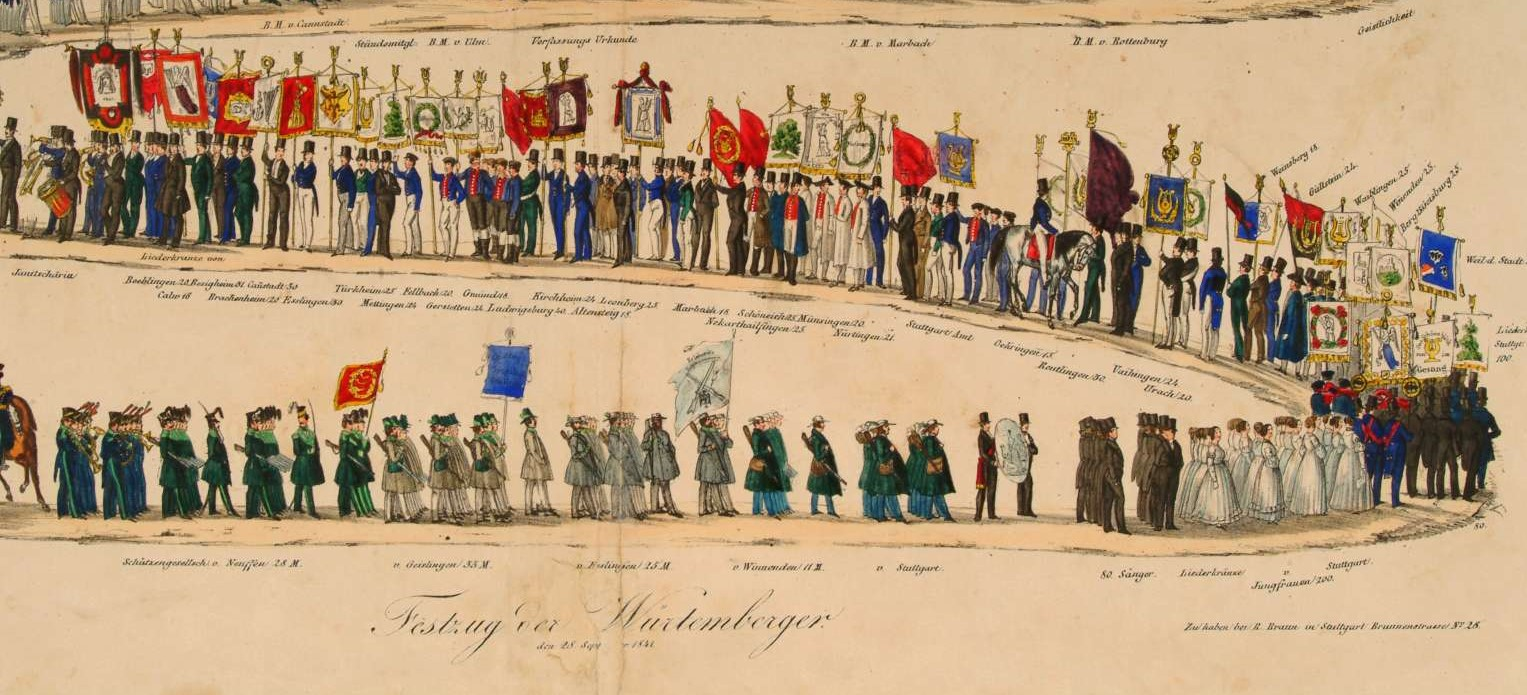
Ausschnitt der Darstellung des Festzuges im sogenannten Kleinen Zyklus, hier als altkolorierte Kreidelithographie vom Verlag R. Braun in Stuttgart: verschiedene Abordnungen von Schützengesellschaften und Jungfrauen sowie Vertreter württembergischer Ämter.

Der Festzug der Württemberger wurde am 28. September 1841 anlässlich des 25-jährigen Thronjubiläums des württembergischen Königs Wilhelm I. in Stuttgart veranstaltet. Mit rund 10.000 Teilnehmern und 200.000 Zuschauern war er der Höhepunkt der Jubiläumsfeierlichkeiten. Neben der Huldigung des Monarchen verdeutlichte der Festzug auch die Zusammengehörigkeit des zu Beginn des 19. Jahrhunderts aus verschiedenen Herrschaften gebildeten Königreichs Württemberg.

## Geschichte

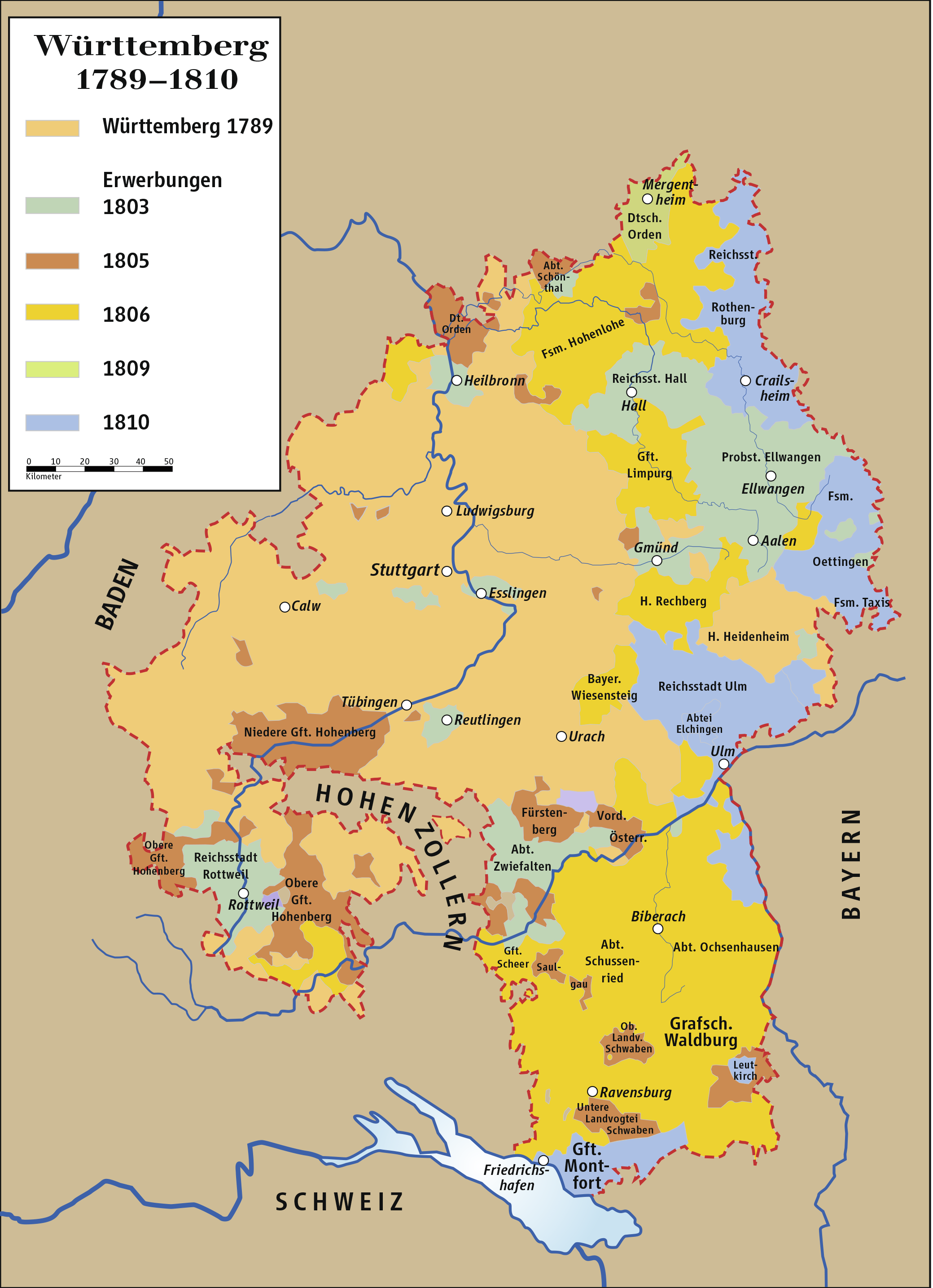
Das Königreich Württemberg zu Beginn des 19. Jahrhunderts mit den territorialen Zuwächsen ab 1803

Im Jahr 1803 war das Herzogtum Württemberg zu einem Kurfürstentum erhoben worden. 1806 stieg es unter Napoleon Bonaparte zum Königreich auf. Zum ursprünglichen Territorium Altwürttemberg kamen so Oberschwaben, das westliche Allgäu, die Grafschaft Waldburg, Esslingen, Reutlingen und weitere Reichsstädte sowie klösterliche und adelige Herrschaften dazu. Zu den neuen Territorien gehörten auch katholische Gebiete, die nun einen protestantischen Landesherrn bekamen – eine Herausforderung für die Integration. Der Herrschaftswechsel war einschneidend; Fürsten und Grafen mussten sich ihrem neuen König, Friedrich I., unterwerfen, die Bevölkerung teilweise an eine neue Nationalität gewöhnen. Die Bürger der vormals freien Reichsstädte waren auch betroffen; deren Räte wurden in ihren Entscheidungsbefugnissen eingeschränkt.
Im Herbst 1816 übernahm Wilhelm I. die Regierung. Hatte sein Vater in seinem Königreich noch absolutistisch geherrscht, führte der Sohn konstitutionelle Elemente in die Landesherrschaft ein. 1819 wurde eine Verfassung erlassen, in der Gottesgnadentum mit Rechten des Volkes verbunden wurde. Kommunale Selbstverwaltung, Trennung von Verwaltung und Justiz sowie eine Reduktion von Bürokratie führten zu einem Aufschwung von Wirtschaft und öffentlichem Leben. Die unter Friedrich I. entstandene hohe Staatsverschuldung wurde abgebaut, die Landwirtschaft gefördert und neue Sozialfürsorgeeinrichtungen geschaffen. Während der Revolution von 1848/49 erkannte Wilhelm die Grundrechte und eine neue Reichsverfassung an. Der König führte sein Land vorausschauend, er war gebildet und gab sich bescheiden. In der Bevölkerung wurde er geachtet. Indem die Untertanen ihrem König zum Regierungsjubiläum huldigten, feierten sie auch Württemberg als ihr Vaterland.

### Jubiläum

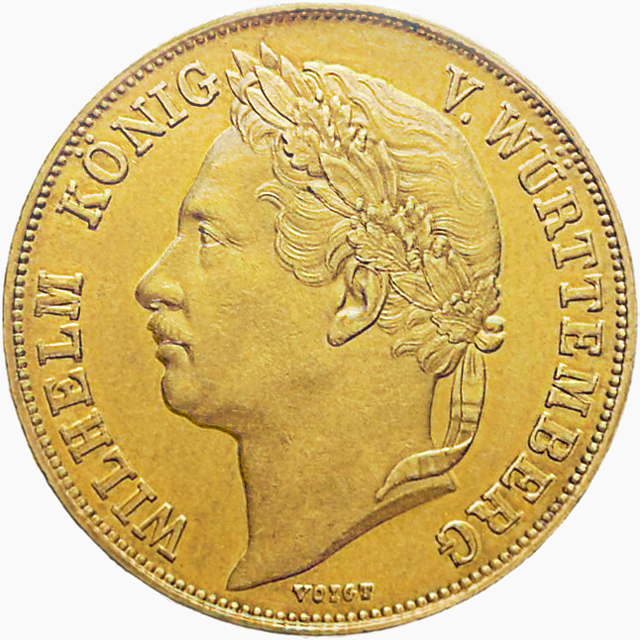
4-Dukaten-Stück von 1841, Prägung anlässlich des 25-jährigen Regierungsjubiläum Wilhelms I.

Friedrich I. war am 30. Oktober 1816 gestorben, der Festzug am 28. September 1841 huldigte König Wilhelm anlässlich seiner annähernd 25-jährigen Regierungszeit seit der Thronbesteigung; am gleichen Tag wurde der 60. Geburtstag des am 27. September 1781 geborenen Königs um einen Tag nachgefeiert.
Das Jubiläum wurde von vielen Maßnahmen und Aktivitäten begleitet. Politische Gefangene wurden amnestiert und wohltätige Stiftungen gegründet. Es wurden Gedenksteine gesetzt, Bäume gepflanzt und Gedenkmünzen geprägt. Es gab Feuerwerke und im ganzen Land wurden Freudenfeuer abgebrannt. Zahlreiche Gedenkschriften huldigten dem König. Der Festzug in Stuttgart war der Höhepunkt der Feierlichkeiten.
Festzüge zu königlichen Geburtstagen oder Regierungsjubiläen hatte es schon früher gegeben. Der Jubiläumszug von 1841 sollte sie übertreffen. Mit ihm sollte die Vielfältigkeit des Königreichs, der Aufschwung der Wirtschaft und die Einheit der Bevölkerung verdeutlicht werden. Der Huldigungsumzug war eine Zurschaustellung bürgerlicher Traditionen und Stolzes, ein Spiegelbild der württembergischen Gesellschaft zur Mitte des 19. Jahrhunderts mit allen Gesellschafts- und Berufsgruppen. Im Unterschied zu anderen Herrscherhuldigungen enthielt der Umzug keine Elemente einer Militärparade (Ausnahme: Veteranen aus den napoleonischen Kriegen) oder mittelalterlich-historisierende Darstellungen. Die Organisatoren inszenierten das Bild einer genügsamen Biedermeier-Gemütlichkeit.

### Organisation des Festzuges
Erste Anstöße zu Jubiläumsfeierlichkeiten kamen vom 1830 gegründeten Landesgewerbeverein für Württemberg, dem sich Vertreter der Landwirtschaft anschlossen. Am 9. November 1840 wurde auf einer Versammlung landwirtschaftlicher Vereine in Hohenheim die Bildung eines Festkomitees zur Festlegung und Koordination verschiedener Jubiläumsaktivitäten beschlossen. Diesem Aktionskomitee gehörten Mitglieder der Landtagskammern und des Fürstenhauses sowie weitere Adlige an. Den Vorsitz des Komitees übernahm der Staatsrat Karl von Gärttner.
Die Festlegung des Jubiläumfestzuges auf den 28. September entsprach den Wünschen des Königs, der Regierung und der Stände. Den Festzug organisierten vorwiegend die Bürger und städtischen Kollegien Stuttgarts. Es wurde entschieden, einen privaten Ordnungsdienst aufzustellen, der den reibungslosen Ablauf des Festzugs sicherstellen sollte und von 360 Bürgern versehen wurde. Polizei und Militär wurden nicht eingebunden. Der Hofbaumeister Johann Michael Knapp sowie die Künstler Manfred und Carl Alexander Heideloff waren für die äußere Gestaltung des Festzugs verantwortlich.

### Gestaltung des Zuges

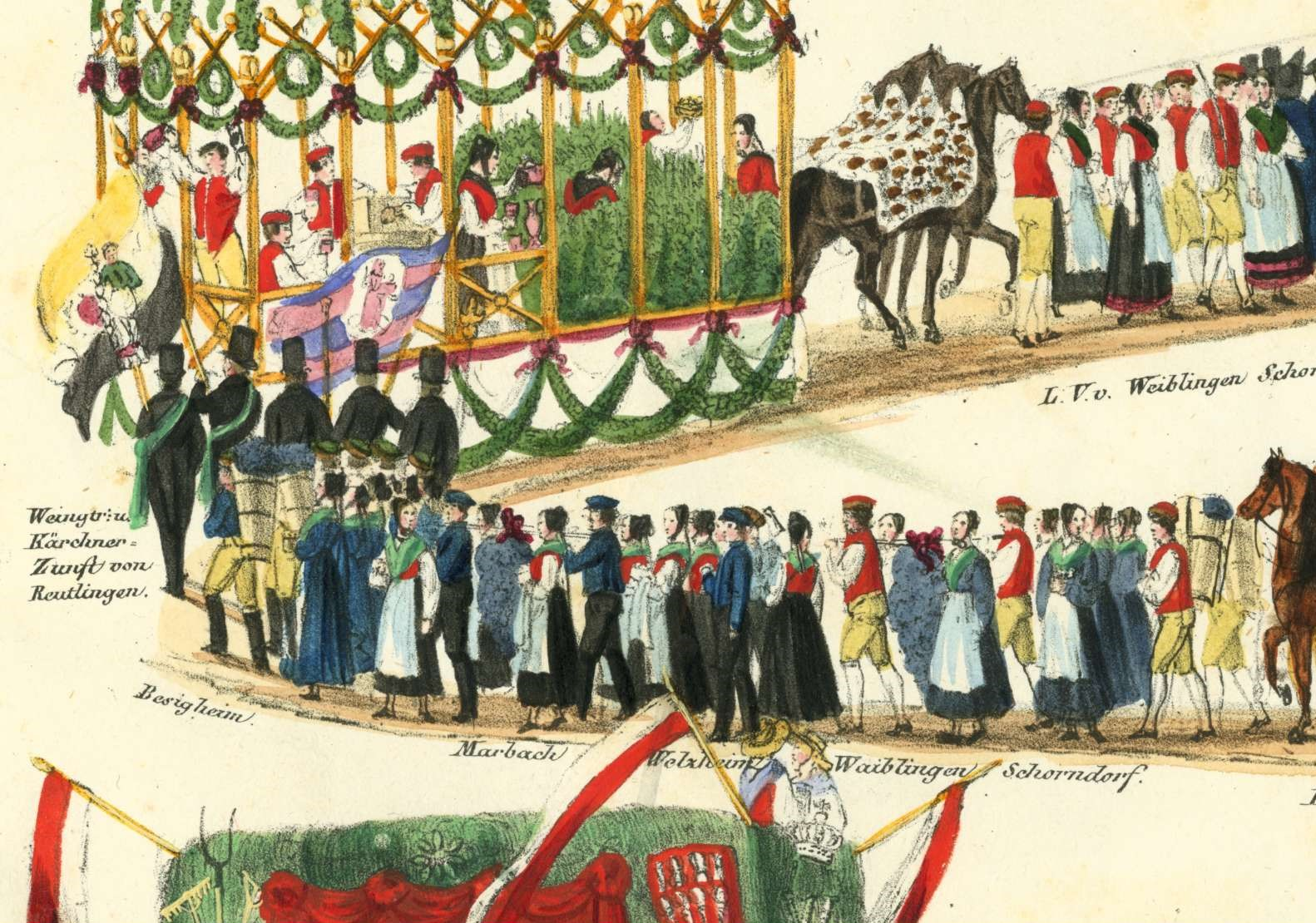
Ansicht eines von Vertretern der Karchner-Zunft von Reutlingen begleiteten Festwagens sowie von Abordnungen aus Besigheim, Marbach, Schorndorf, Waiblingen und Welzheim.

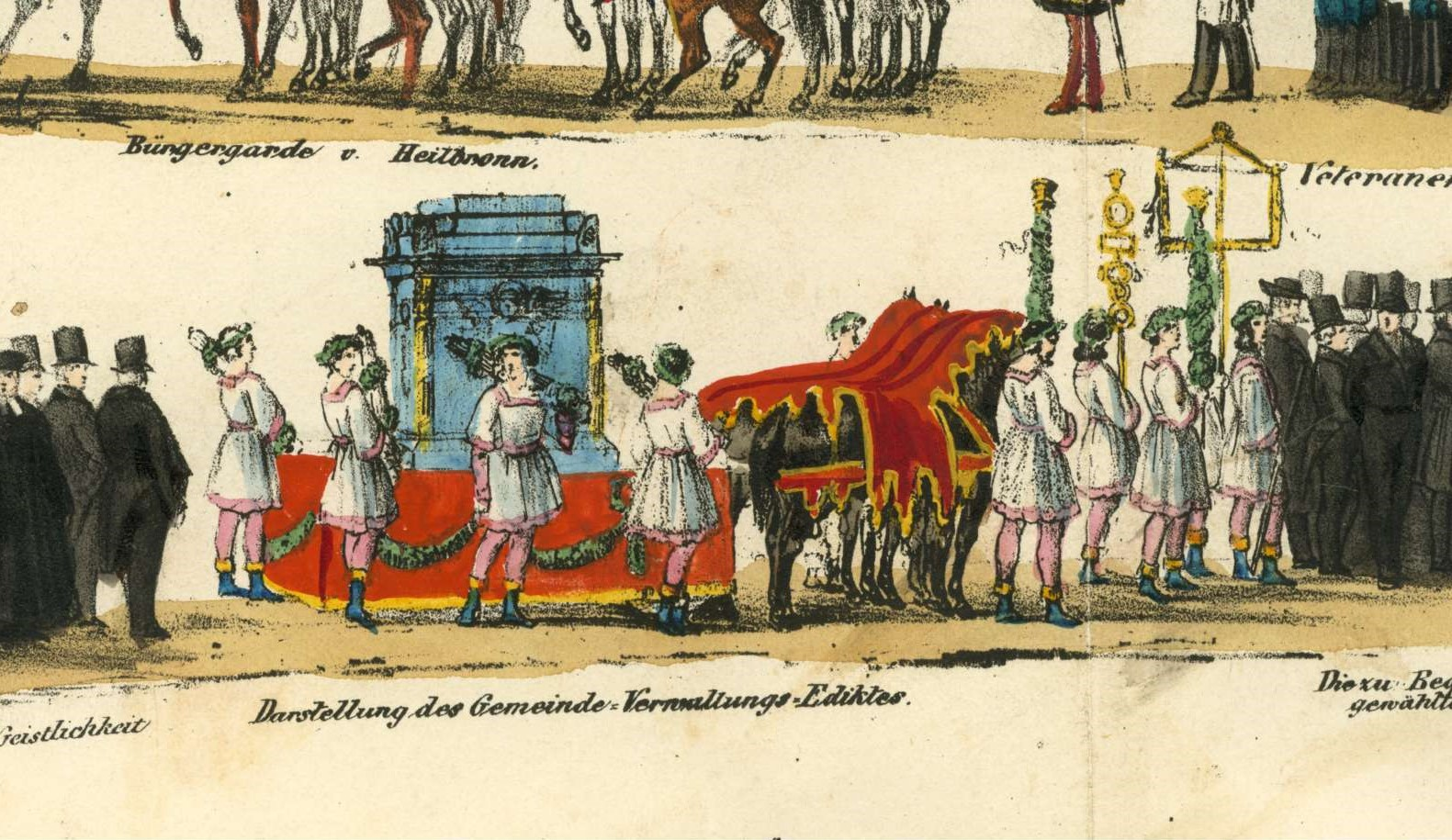
Wagen mit dem Gemeinde-Verwaltungs-Edikt von 1818, der die kommunale Selbstverwaltung in Württemberg wiederherstellte. Das vom Stuttgarter Stadtrat präsentierte Edikt wurde von Männern in römischen Togen mit Liktorenbündeln und einer Bürgerwehrabteilung begleitet.

Am Jubiläumsfestzug beteiligten sich 10.390 Personen. Es wurden 23 Festwagen und 716 Tiere mitgeführt. Der Zug bestand aus zwölf Abteilungen, die die Wirtschaft des Landes vorstellten. Die Reihenfolge der in regionalen Trachten gekleideten Teilnehmer entsprach der sektoralen Verteilung der württembergischen Volkswirtschaft um 1841. An erster Stelle präsentierten sich die verschiedenen Zweige der Landwirtschaft. Es folgten Gewerbe, Industrie und der Handel. Ebenso waren Vertreter aller 64 Oberämter beteiligt.
Geführt wurde der Zug von der Stuttgarter Bürgergarde zu Pferde, die sich von Herolden und Wappenkönigen in Schwarzgold und Schwarzrot sowie Trompetern begleiten ließen. Auf den 23 Festwagen, die vier-, sechs- oder achtköpfigen Pferdegespanne zogen, wurden vorwiegend Arbeitswelten dargestellt, wie die Käsezubereitung, das Spinnen oder die Tätigkeiten in einem Weinberg. Die Landwirtschaftliche Anstalt Hohenheim ließ zur Demonstration der Entwicklung moderner Landmaschinen in der anstaltseigenen Ackergerätefabrik Lehrer und Schüler auf einem Festwagen einen in Goldfarbe lackierten Pflug präsentieren. Der Wagen aus Esslingen war der Tuchfabrik der Gebrüder Hardtmann aus Maile gewidmet und zeigte wertvolle Textilien aus deren Produktion. Die Stadt Waiblingen präsentierte auf dem nach Stuttgart geschickten Wagen die Erzeugnisse der damals bedeutendsten Manufaktur der Stadt, der Tonröhrenfabrik der Gebrüder Ernst und Jakob Bihl. Stuttgarter Metzger führten unter der Devise Wer König Wilhelm je veracht‚‘ der werd‘ wie dieser Ochs geschlacht‘ einen Ochsen im Zug mit.

„... Das württembergische Oberland brachte seine Schäfereien, seinen Flachs und Hanf, das Unterland sein Obst und seinen Wein, sogar einen ganzen Weinberg; der Schwarzwald schickte eine seiner größten Eichen, die Salinen ihr Salz und ihre Bergknappen und Hüttenleute ihr Metall [...] eine Wiese wurde vorgestellt mit einem Gespann von vier mächtigen Stieren [...] die Donau schickte ein Schiff, worauf eine singende Gesellschaft sass ...“

Ebenso wurde auf einem Wagen ein Exemplar des Verwaltungsedits von 1818 gezeigt (siehe Darstellung im Bild rechts). Das Original der Verfassungsurkunde von 1819 wurde auf einem Samtkissen von Stadträten aus Stuttgart, Ludwigsburg und Tübingen getragen. Weitere Beteiligte des Zugs waren einzelne oder in Formation eingegliederte Berittene (insgesamt nahmen 640 Reiter teil), Gruppen von Jungfrauen, Zöglinge von Schulen, Kriegsveteranen, rund 30 Kapellen und etwa 2000 Mitglieder von 70 Gesangsvereinen. Die Teilnehmer waren mit Hunderten von Fahnen, Standarten und Emblemen ausgerüstet.

### Ablauf
Die Teilnehmer des Festzugs formierten sich in Stuttgart am 28. September zwischen acht und neun Uhr morgens. Sie kamen von verschiedenen Sammelplätzen zum Ausgangspunkt des Zugs am Charlottenplatz oder reihten sich an vorgesehener Position an der Esslinger, der Hauptstätter und der Tübinger Straße ein. Begleitet von Kanonenschüssen und Glockengeläut setzte sich der Zug um 10:30 Uhr in Bewegung und erreichte über die Königstraße das Neue Schloss am Schlossplatz gegen zwölf Uhr.
Auf einem Pferd sitzend, nahm König Wilhelm die Huldigung der Festzugsteilnehmer beim Vorbeizug vor dem Neuen Schloss entgegen; das Defilee dauerte zwei Stunden. Der König trug zivil, ein Zeichen für den bürgerlichen Charakter des Zuges. Die Königsfamilie, darunter der 18-jährige Kronprinz Karl, verfolgte das Geschehen vom Schlossbalkon aus. Im Anschluss hielt der Stadtschultheiß eine Rede und die 2000 Mitglieder der Gesangsvereine sangen auf dem Schlossplatz das für diesen Anlass gedichtete und komponierte Festlied Welchen König darf man loben? sowie als Wechselgesang das deutsche Te Deum Herr Gott, dich loben wir und den Choral Nun danket alle Gott.

„Am frühen Morgen weckte Musik durch die Straßen und Musik von den Thürmen Einheimische wie Fremde, und führte sie auf die verzierten Straßen und Plätze heraus. Die beste Zierde, die lebendigste Staffage aber waren die Tausende von Zuschauern die im Festgewande alle Plätze und Straßen bedeckten und vom untersten Geschosse bis in die Giebel der Häuser alle Fenster besetzt hielten. Im Ganzen bildeten den Zug über 10000 Theilnehmer, unter ihnen gegen 1000 Frauen und Jungfrauen, 600 Reiter und 30–40 Wagen, Hunderte von Fahnen, Emblemen etc und mehr als 30 Musikbanden. Um 10 1/2 Uhr ertönte das sehnlich erwartete Zeichen: drei Kanonenschüsse. Die Trompeten schmetterten, die Musiken ertönten, die Sänger der Liederkränze erhoben ihren Gesang, die Fahnen flatterten und das Zeichen zum Abmarsch ward gegeben. In feierlichem Schritte und ruhiger Haltung zog man nun durch die Königsstraße, die am dichtesten unter allen mit Menschen besetzt war. Als der Zug vor dem Schloßplatze angekommen, ertönten die Glocken der vier Stadtpfarrkirchen und die Kanonen donnerten. Der geliebte König war aus dem Schlosse getreten und zu Pferde gestiegen, zur Freude Aller, denen es um so leichter wurde, den Landesvater genau zu sehen. Der Kronprinz war seinem k Vater zur Seite. In einem, über dem Hauptbalkon erbauten geschmackvollen Zelte hatten Ihre Maj. die Königin und die ganze k Familie Platz genommen. […] Wohl über hunderttausend Menschen mögen bei dem Zuge und dem Feste als Theilnehmer und Zuschauer gewesen sein.“

## Bedeutung und Nachwirken

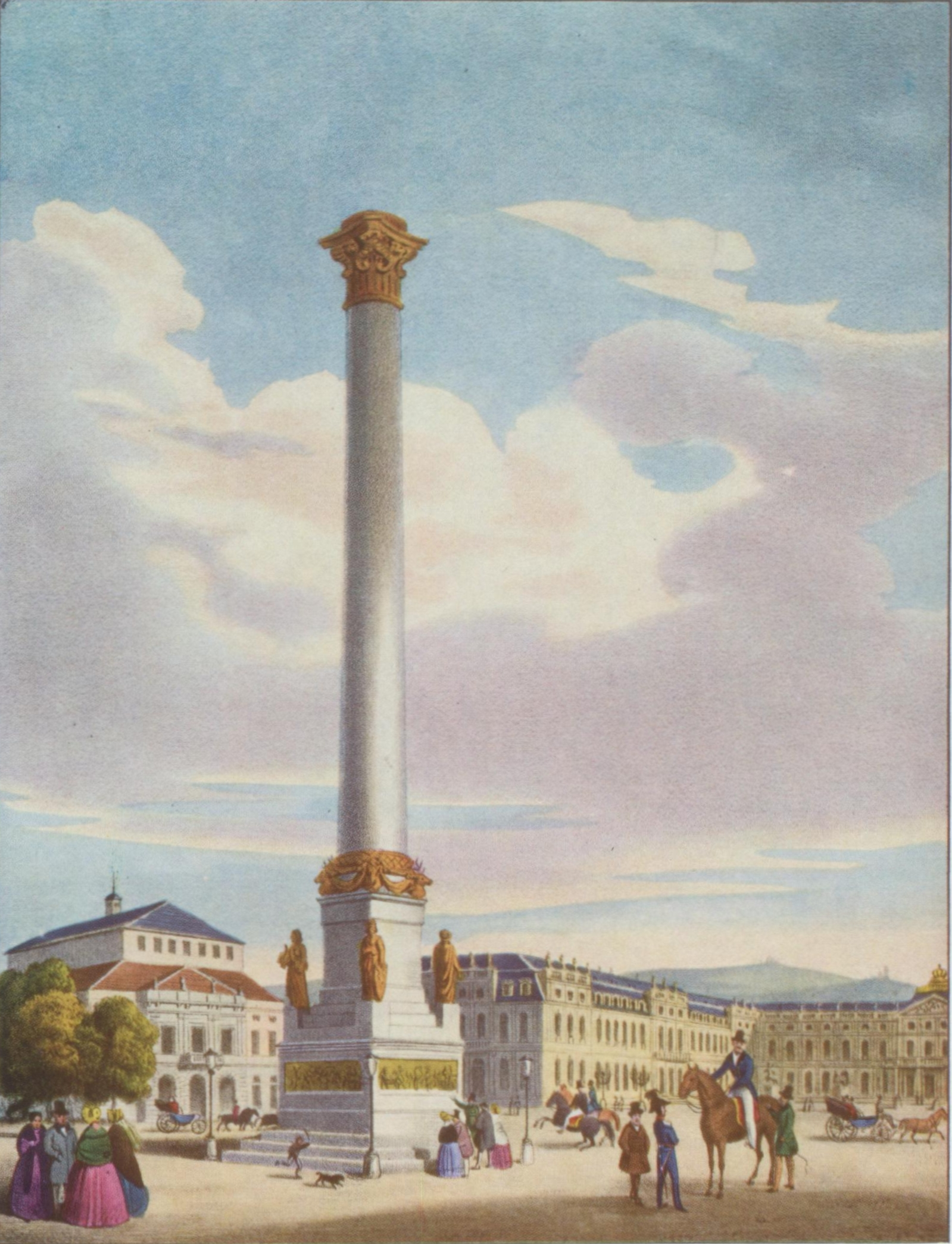
Jubiläumssäule auf dem Schlossplatz in Stuttgart, vor 1863, noch ohne die Concordia-Statue, die erst 1863 ergänzt wurde

Der Festzug war ein einmaliges Ereignis in Württemberg und ging in die Geschichte des Landes ein. Die etwa 200.000 Besucher, die den Festzug und den König feierten, entsprachen der fünffachen Einwohnerzahl Stuttgarts; somit war jeder neunte Württemberger bei der Veranstaltung anwesend. Die zeitgenössische Resonanz auf den Festzug war durchgehend positiv, teilweise überschwänglich.

„... eine Schaustellung des Schönsten und Besten, dessen Württemberg sich erfreut, eine Dankeshuldigung, wozu sich alle Glieder der Gesellschaft aus freiem Triebe des Herzens die Hände geboten hatten.“

Der Tübinger Chordirigent und Dialektdichter Friedrich Wilhelm Wüst (1796–1863) veröffentlichte ein volkstümliches Gedicht zum Festzug in schwäbischer Mundart: Wie Frieder im Wirthshaus den Festzug der Württemberger erzählt. Der Lyriker Eduard Mörike schuf den Operntext Das Fest im Gebirge, der allerdings weder gedruckt noch aufgeführt wurde. Der dem Pietismus zugehörige Pfarrer und Dichter Albert Knapp verfasste Gedichte zur Veranstaltung; ebenso entstanden weitere Gedichte und Festschriften von heute weitgehend unbekannten Schriftstellern.
Die Freude der Zuschauer und der Jubel für den König an diesem Tag waren nicht inszeniert; bei vielen Neu-Württembergern hatte der Festzug vermutlich das Gefühl verstärkt, zum noch jungen Königreich dazuzugehören. Das zeigten auch die feierlichen Jubiläumsaktivitäten in den ehemaligen Reichsstädten des Landes.
Der Festzug demonstrierte ein bürgerliches Selbstbewusstsein, das sich selbst in einem königlichen Jubiläum feiern konnte. Besonders auffallend war diese Einheit, da es im Vorjahr bei zwei anderen Staatsfeiern, den Huldigungslandtagen zum Regierungsantritt des preußischen Königs, Friedrich Wilhelm IV., in Berlin und Königsberg, zu Konflikten zwischen Monarch und Volksvertretern gekommen war.

„Der hier in einem symbolischen Akt [gemeint ist die Präsentation der Verfassungsurkunde beim Festzug] zum Ausdruck gebrachte Anspruch auf aktive Teilhabe am politischen Geschehen, wie ihn ja das gesamte Fest widerspiegelt, ist damit selber ein Symbol für die bestehenden politischen Partizipationsmöglichkeiten. Oder, wie es in den offiziellen ‚Erinnerungen an den Festzug‘ hieß: Die Haltung eines Volkes, da, wo es sich selbst vertritt, ist der Maßstab seiner politischen Kultur.“

Allerdings war der Festzug der Württemberger kein vollständiges Abbild des Zustands des Königreichs im Jahr 1841. Auch wenn evangelische und katholische Geistliche im Festzug mitgingen, gab es im Reich immer wieder Spannungen zwischen den beiden Konfessionen. Auffallend ist auch die Nichtteilnahme von Angehörigen der ein geeintes Deutschland propagierenden Turner und Burschenschaften. Nur wenige Jahre später führten liberale Ideen und der Wunsch nach mehr Freiheiten dann auch in Württemberg zu Protesten im Vorfeld der Revolution von 1848/49.
In der Mitte des Schlossplatzes in Stuttgart, auf dem der Festzug am König vorbeizog, war provisorisch eine von Johann Michael Knapp entworfene hölzerne Festsäule errichtet worden. Anstelle dieser Säule wurde auf späteren Beschluss des Parlaments unter Beteiligung von verschiedenen Künstlern eine 30 Meter hohe Jubiläumssäule angefertigt, die zwei Jahre später, am Geburtstag des Königs, enthüllt wurde und noch heute im Zentrum des Schlossplatzes steht. Die Initiative zur Errichtung stammte vom Präsidenten der Abgeordnetenkammer, Karl Georg von Wächter.
Immer wieder wird in Württemberg an das Großereignis von 1841 erinnert. So werden mitunter Teile des Zuges nachgestellt oder der Teilnahme von noch heute bestehender Organisationen gedacht – wie beim Cannstatter Volksfest oder 2016 durch den Schützenverein zum 175-jährigen Jubiläum in Neuffen. Ein Nachbau des historischen Festwagens mit der Nachbildung der Cannstatter Fruchtsäule, der im Festzug 1841 mitgeführt worden war, wurde im Jahr 2009 beim großen Erntefestwagenumzug anlässlich des Vinzenzifestes in Wendlingen am Neckar mit dem ersten Preis des dort veranstalteten Wettbewerbs ausgezeichnet. Das Sammlermuseum Nagel zeigte 2010 in Kornwestheim ein Exemplar des Festzugzyklus von Autenrieth. Im Schlossmuseum Ellwangen fand 2011 die Sonderausstellung „Der Festzug der Württemberger 1841“ statt.

### Überlieferung
Neben dem Festprogramm, einem Erinnerungsbuch und den zeitgenössischen Berichten entstanden auch zwei Bildzyklen zum Huldigungszug. Die beiden Werke stellen Teilnehmer und Festwagen in koloriertem Druck dar. Der größere Zyklus wurde von der Hofkunsthandlung C.F. Autenrieth (Stuttgart, Königsstr. 19b) herausgegeben. Er ist prächtig und detailreich ausgestaltet. Die Mehrfarbenlithographien wurden, möglicherweise unter Zuhilfenahme von Schablonen, nachgefärbt. Die vier bekannten, noch erhaltenen Exemplare sind allerdings unvollständig, sie zeigen nur den halben Festzug; es wird angenommen, dass der Zyklus nicht fertiggestellt wurde. Dieses (Teil-)Werk wurde nach Druck von 54 Einzelblättern zu einer Papierbahn montiert und in Rollenform ausgeliefert. Ein an der Universitätsbibliothek Tübingen erhaltenes Exemplar ergibt eine Gesamtlänge von 25 Metern. Eine faksimileähnliche Edition (nicht gerollt) wurde 2005 vom Thorbecke-Verlag herausgegeben.
Den kleineren Zyklus („Kleiner Festzug“) gab der Verlag R. Braun (Stuttgart, Brunnenstr. 28) heraus. Er bestand aus fünf großformatigen, mehrfarbigen Blättern, auf denen der gesamte Festzug platzsparend in geschlängelter Form wiedergegeben wurde. Die Darstellung der Teilnehmer ist gegenüber dem großen Zyklus vereinfacht wie auch in der Zahl stark reduziert. Originale dieses Werks sind ebenfalls selten.

### Cannstatter Wasen
Für den seit 1818 veranstalteten Cannstatter Wasen bedeutete der Jubiläumsfestzug von 1841 einen besonderen Höhepunkt, da er in Teilen am folgenden Tag anlässlich des stattfindenden Volksfestes in Bad Cannstatt wiederholt wurde. Aus der Parade von 1841 entstand die heute noch gepflegte Tradition des Festzuges zum Cannstatter Wasen, der mit seinen Brauereigespannen, Trachtengruppen und Musikkapellen jedes Jahr Tausende Besucher anlockt.
Am 30. September 2018 organisierte der Cannstatter Volksfestverein anlässlich des Jubiläums des Volksfestes eine verkleinerte Replik des Festzuges von 1841. Rund 4500 Teilnehmer zogen mit zwölf nachgebauten Festwagen und Vieh vom Kursaal zum Wasen.